# Lürschau
Lürschau (dänisch: Lyrskov) ist eine Gemeinde im Kreis Schleswig-Flensburg in Schleswig-Holstein.
Lürschau liegt am 0,8 km² großen Arenholzer See in einer Heide- und Moorlandschaft. Arenholz (dänisch: Arnholt, auch Arnskov), Hermannsort, Ruhekrug (Hvilkro) und Wilhelmslust gehören zum Gemeindegebiet.

## Geographie
Die Ortschaft liegt am Übergang der Schleswigschen Geest zum Hügelland der Landschaft Angeln (→Luusangeln) in Südschleswig. Im Gemeindegebiet befindet sich der Arenholzer See (dän. Arnholt Sø bzw. Arnskov Sø), an der nordöstlichen Gemeindegrenze am Rande des Idstedter Waldes liegen die beiden Kleinseeen Reethsee (Rørsø) und Bocksee (Buksø, auch Bøgsø). Die Gemeindegrenze zur nördlichen Gemeinde Bollingstedt mit ihrem Ortsteil Gammellund bildet die zum Gammellunder See abfließende Rubek.

## Geschichte

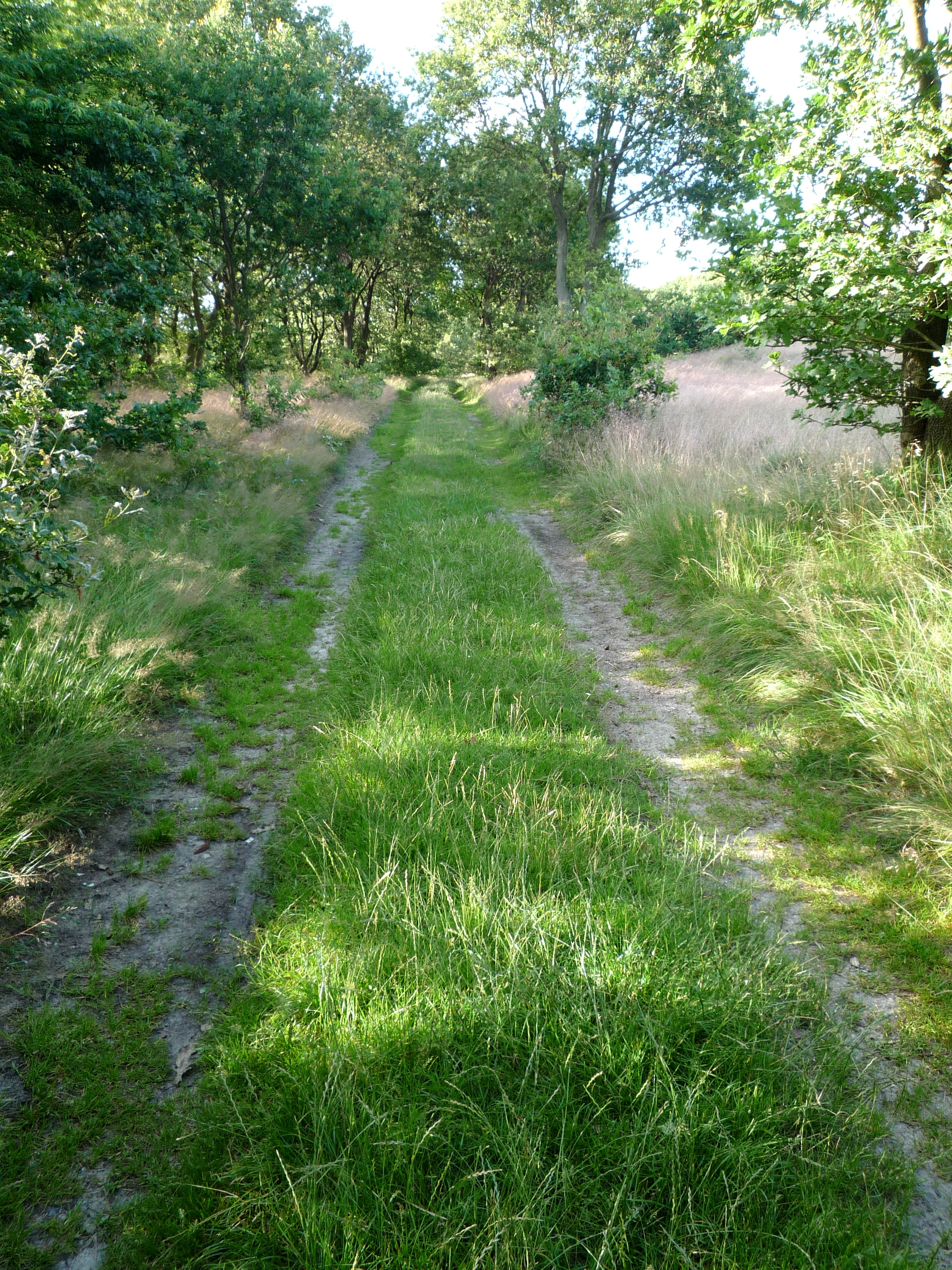
Ochsenweg in Lürschau

Die Gemeinde wird vom historischen Ochsenweg gekreuzt, der im Gemeindegebiet stellenweise noch fast im Originalzustand ist. Hier fand am 28. September 1043 die Schlacht auf der Lürschauer Heide statt, bei der – glaubt man dem Chronisten Adam von Bremen – 15.000 Wenden erschlagen wurden. Sieger der Schlacht war König Magnus von Norwegen, der vorher an der Wendenküste mit seiner Flotte auf Beutezug gewesen war. Dabei war im Kampf der Wendenfürst Ratibor gefallen. Dessen acht Söhne stellten ein Heer auf, das über den Ochsenweg nach Jütland zog und dort wiederum im Herrschaftsbereich von Magnus Beute machte.
Magnus landete darauf in Haithabu und zog den beutebeladenen Wenden ca. zehn Kilometer auf dem Ochsenweg entgegen. Auf der Lürschauer Heide griff er sie an und schlug sie vernichtend. Angeblich sollen „die Wasserläufe derartig mit Leichen angefüllt gewesen sein, dass das Wasser stockte und die Christen trockenen Fußes hindurchgehen konnten“ (so Hinrich Ewald Hoff in seiner Schleswig-Holsteinischen Heimatgeschichte von 1925). Offensichtlich handelt es sich hierbei um die Stelle, an der der Bach vom Reethsee in den Arenholzer See mündet. Von Norden kommend musste man zunächst den Bach überqueren und dann im weiteren Wegesverlauf das mehrere Meter hohe südliche steile Ufer erklimmen. Dieses steile Südufer war im weiteren Verlauf des Ochsenweges weit und breit der strategisch beste Punkt, mit einer relativ kleinen Heerschar auch eine große Übermacht wirksam am Weiterkommen zu hindern, wie auch der Ausgang der Schlacht bewies.
Der Verlauf des Ochsenweges  wurde an dieser Stelle erst im Jahre 1955 geändert, als die Dorfstraße durch Lürschau von Schuby nach Wilhelmslust asphaltiert wurde und bei der Gelegenheit über einen zwischenzeitlich zugeschütteten Seezipfel begradigt wurde. Die 1967 eröffnete Schnellstraße (damals B 76 oder auch E 3, heute Landesstraße 317) von Schleswig nach Flensburg sorgte schließlich dafür, dass an dieser Stelle nichts mehr von der alten Wegführung übrig blieb.

Im Gemeindegebiet beim Gut Falkenberg stand die ehemalige, dem jeweiligen Schleswiger Bischof gehörende Wasserburg „Alt-Gottorp“ (auch Alt-Gottorf), die nach ihrer Zerstörung 1161 durch die näher an der Stadt Schleswig gelegene Burg „Gottorf I“ ersetzt wurde. Letztere wurde im Laufe der Jahrhunderte zum heutigen Schloss Gottorf ausgebaut.

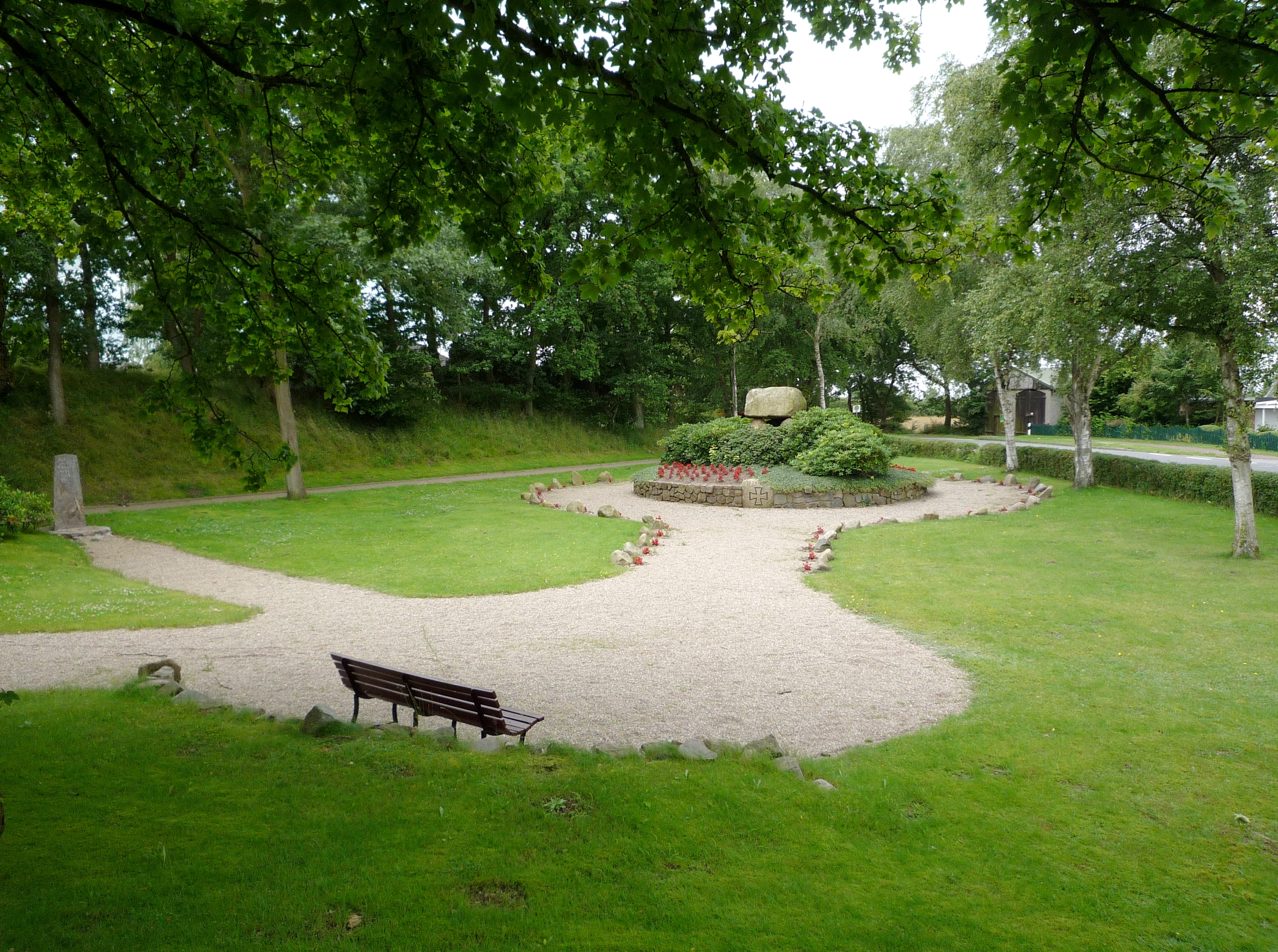
Denkmal an der Dorfstraße

Lürschau und die Lürschauer Heide sind bereits in der Heimskringla aus dem 13. Jh. als Hlýrskógheiði genannt. Das Bestimmungswort des Ortsnamens ist mehrdeutig, es geht entweder auf dän. lyre  für Rauchloch, im nördlichen Schleswig auch für einen Vorsprung gebraucht, zurück, oder ist eine Entsprechung zu altnordisch hlýr (Wange) als Terrainbezeichnung oder auch altnordisch hlýr für sanft, milde, ggf. auch im Sinne von Schutz. Hlȳr bezeichnet auch die Bugseite eines Schiffes. Das Grundwort ist altdänisch skogh (altnordisch skògr, neudänisch skov) für Wald.
Bis zum Deutsch-Dänischen Krieg 1864 gehörte Lürschau zum Kirchspiel Michaelis (Michaelis Sogn) in der Arensharde im Amt Gottorp im zu Dänemark gehörenden Herzogtum Schleswig.

## Politik

### Gemeindevertretung
Bei der Kommunalwahl am 14. Mai 2023 wurden insgesamt elf Sitze vergeben. Diese fielen erneut alle an die Kommunale Wählergemeinschaft Lürschau. Die Wahlbeteiligung betrug 56,6 %.

### Wappen
Blasonierung: „In Blau ein wachsender goldener Bischofsstab, eingeschlossen von einem wachsenden goldenen Holztor.“
Bischofsstab und Tor beziehen sich auf Alt-Gottorp.

### Flagge
Blasonierung: „Inmitten eines gelben Flaggentuches das Gemeindewappen in flaggengerechter Tinktur, das einen breiten, etwas aus der Mitte nach unten versetzten blauen Streifen überdeckt.“

## Wirtschaft
Die Siedlungsstruktur der Gemeinde ist nicht homogen, Arenholz ist eher landwirtschaftlich geprägt, der Ortsteil Lürschau ist eher Wohngebiet.
Durch das Gemeindegebiet verläuft die Bundesautobahn 7 Neumünster–Flensburg; die nächste Anschlussstelle ist Schleswig-Schuby, zwei Kilometer südlich des Ortszentrums gelegen. Auch die Bahnstrecke Neumünster–Flensburg tangiert das Gemeindegebiet; die nächsten Bahnhöfe sind Schleswig und Jübek.

## Sehenswürdigkeiten
Im Ortsteil Wilhelmslust befinden sich die als Räuberhöhle bekannten Reste eines steinzeitlichen Megalithgrabs (zugänglich).
In der Liste der Kulturdenkmale in Lürschau stehen die in der Denkmalliste des Landes Schleswig-Holstein eingetragenen Kulturdenkmale.
Gut Falkenberg
Siehe: Falkenberg (Lürschau)